# Rudolf Mader
Rudolf Mader (9. srpna 1943 – 28. března 2021), uváděný také jako Rudolf Mádr, byl český fotbalový obránce.

## Hráčská kariéra
V československé lize hrál za Slovan Teplice, aniž by skóroval. Ve II. lize hrál kromě Teplic také za Baník Most.

### Prvoligová bilance
| Ročník          | Zápasy | Góly | Minuty | Klub              |
| --------------- | ------ | ---- | ------ | ----------------- |
| I. liga 1964/65 | 6      | 0    | 540    | TJ Slovan Teplice |
| CELKEM I. LIGA  | 6      | 0    | 540    |                   |